# Architaenioglossa
Ordre
Les Architaenioglossa forment un ordre de mollusques terrestre ou d'eau douce appartenant à la classe des gastéropodes. 
Ce groupe n'est pas reconnu par World Register of Marine Species, car considéré comme paraphylétique par Harasewych et al. 1998. 

## Historique
L'ordre des Architaenioglossa est décrit en 1892 par Béla Haller,,.
Selon WoRMS, ces mollusques sont terrestres ou d'eau douce, mais pas marin.

## Liste des taxons subordonnés
- super-famille Ampullarioidea J. E. Gray, 1824
  - famille Viviparidae J. E. Gray, 1847 (1833)
  - famille Ampullariidae Gray, 1824
- super-famille Cyclophoroidea J. E. Gray, 1847
  - famille Megalomastomatidae Blanford, 1864 
  - famille Cochlostomatidae Kobelt, 1902
  - famille Cyclophoridae J. E. Gray, 1847
  - famille Craspedopomatidae Kobelt & Möllendorf, 1898
  - famille Pupinidae H. & A. Adams, 1855
  - famille Diplommatinidae Pfeiffer, 1856
  - famille Aciculidae J. E. Gray, 1850
- Ces deux familles appartiennent peut-être à ce groupe :
  - famille Neocyclotidae Kobelt & Möllendorf, 1897
  - famille Neopupinidae Kobelt, 1902

## Galerie

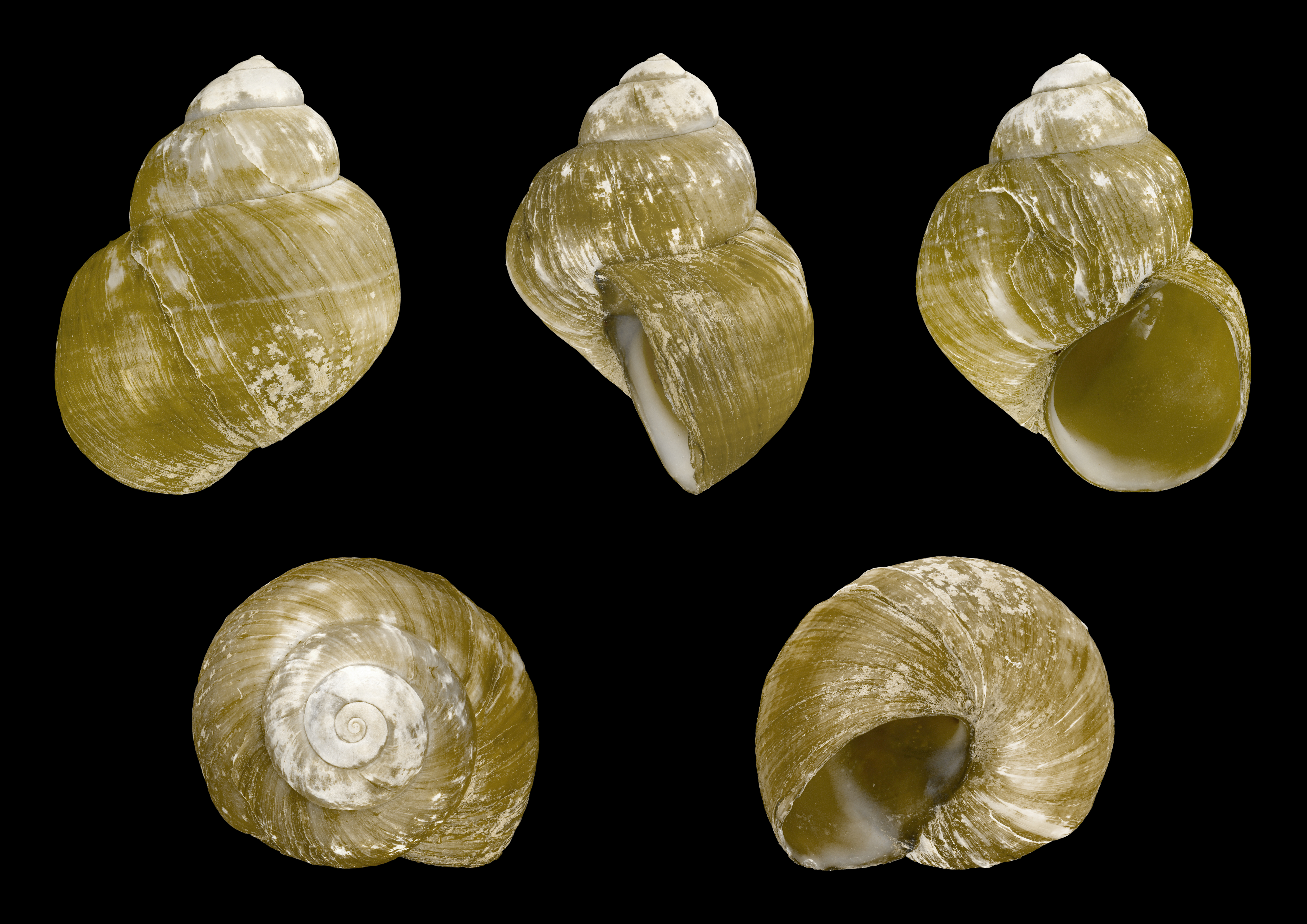
Viviparus mamillatus, un Viviparidae
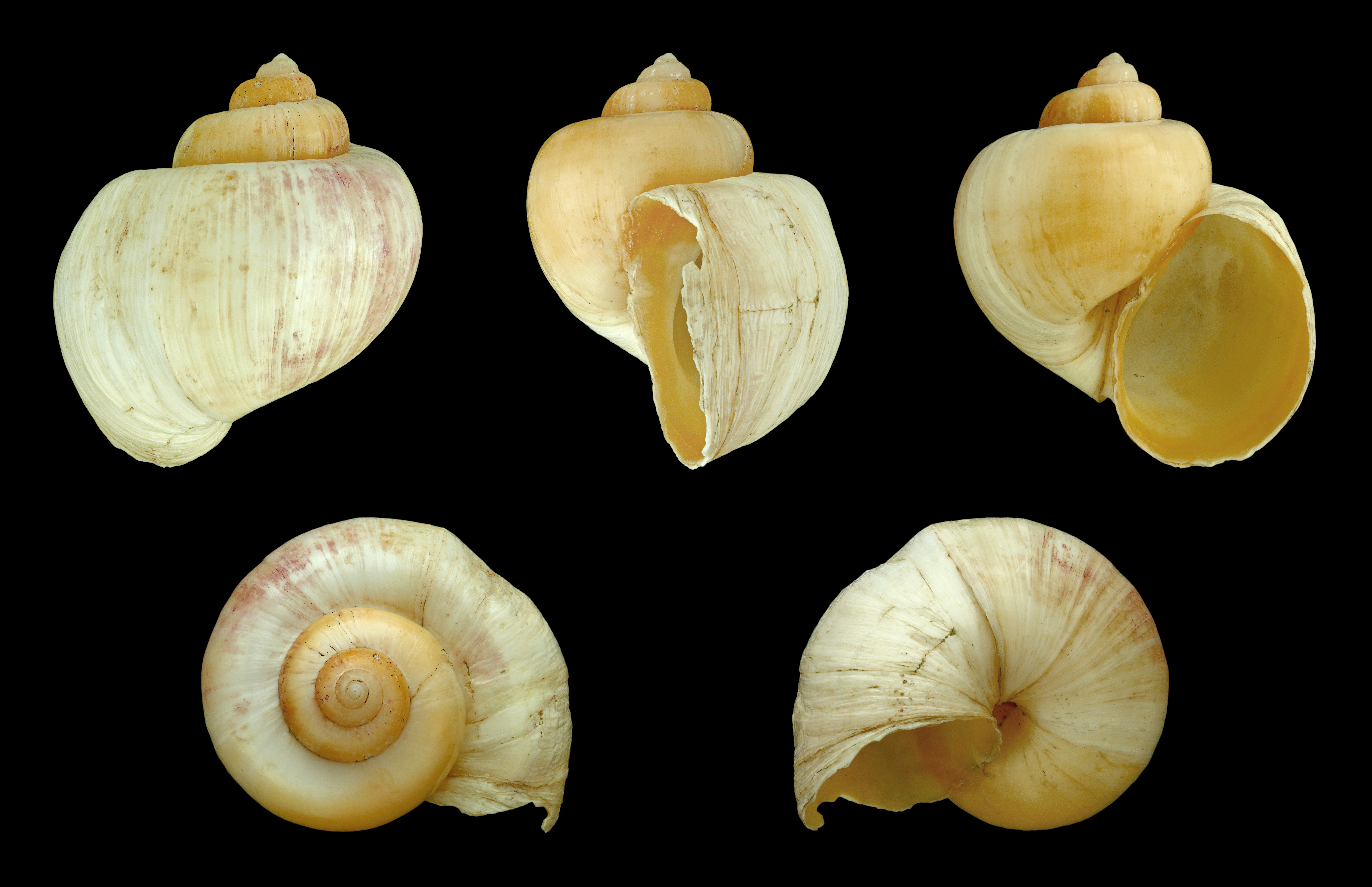
Pila virens, un Ampullariidae
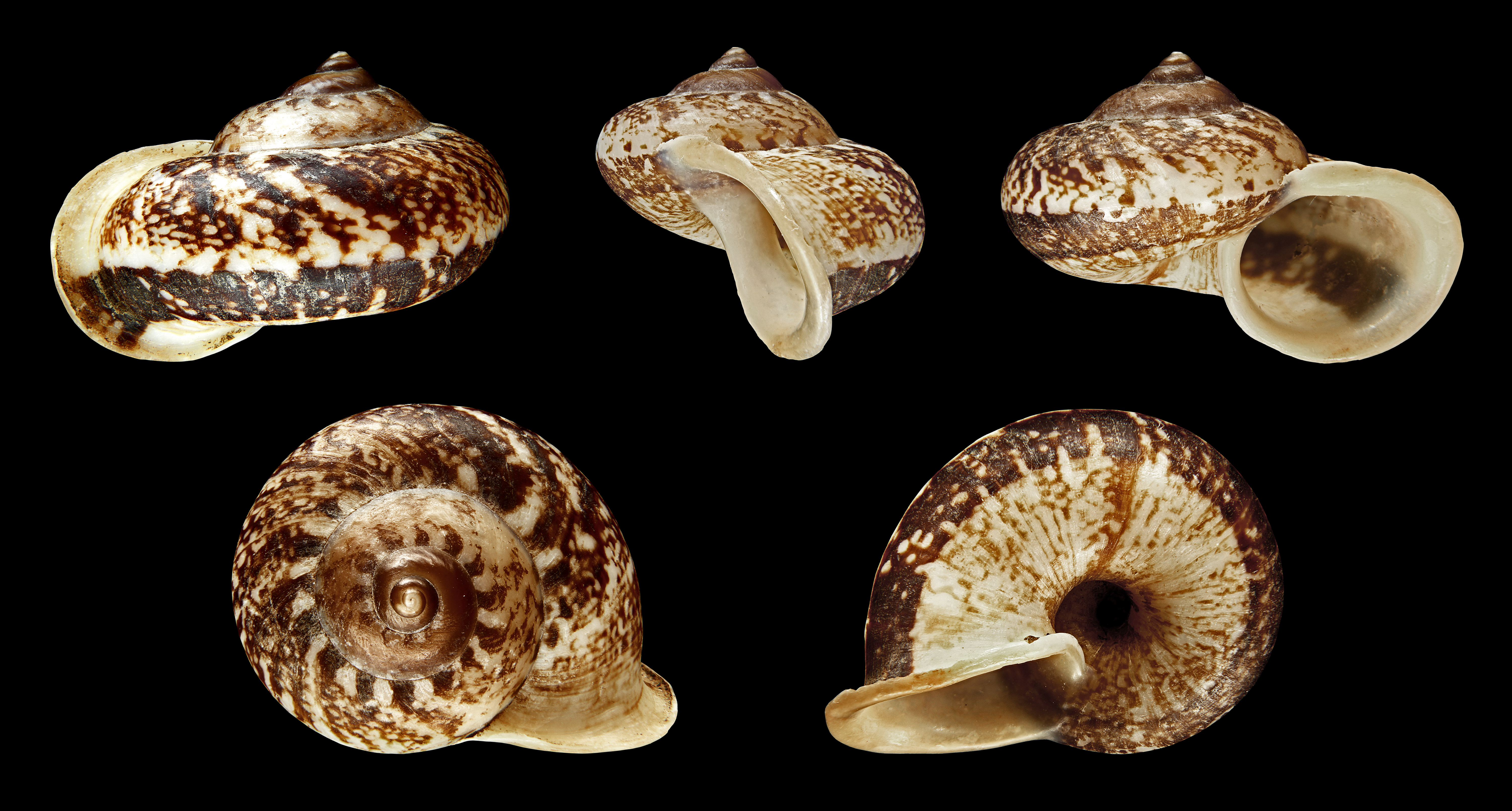
Cyclophorus perdix, un Cyclophoroidea

### Publication originale
- [1892] (de) Béla Haller, « Die Morphologie der Prosobranchier », Morphologisches Jahrbuch, vol. 18, no 3,‎ 15 juillet 1892, p. 451–543, pls. 13–19.